# Canciones para normales y mero dementes
Canciones para normales y mero dementes es el título del décimo álbum de estudio Rosendo Mercado -decimotercero en total- en su etapa en solitario, publicado en 2001 por el sello DRO East West.

## Información del álbum
Disco que, a pesar del endurecimiento del sonido, mantiene el buen nivel de ventas conseguido con el directo. "Canciones para normales y mero dementes" abre una nueva etapa en la que el sonido es más denso que en sus discos anteriores. Su hijo Rodrigo Mercado puso letra y cantó en El alma se colma.
Una edición posterior del disco incluye un DVD con el concierto que ofreció Rosendo en San Sebastián, el 16 de agosto de 2001.

## Temas
1. La fauna (R. Mercado) - 3:47
2. Sire (R. Mercado) - 3:22
3. No son gigantes (R. Mercado) - 3:41
4. Otro espabilao (R. Mercado) - 4:00
5. Evidencia (R. Mercado) - 3:52
6. Sursum corda (R. Mercado / E.Muñoz / R.J. Vegas / M.Montero) - 3:40
7. A dudar se aprende (R. Mercado) - 3:30
8. No es lo mismo (R. Mercado) - 3:11
9. El alma se colma (Rosendo Mercado / Rodrigo Mercado) - 3:50
10. Marcha atrás (R. Mercado / E.Muñoz / R.J. Vegas / M.Montero) - 3:36
11. Así nos va! (R. Mercado) - 3:36

### Temas del DVD
1. Intro
2. La fauna
3. Corazón
4. Sire
5. Otro espabilao
6. Sursum corda
7. No es lo mismo
8. Así nos va
9. Entre las cejas
10. Flojos de pantalón
11. Loco por incordiar

## Músicos
- Rosendo Mercado: Guitarra y voz
- Mariano Montero: Batería y percusión
- Rafa J. Vegas: Bajo
- Eugenio Muñoz: Efectos especiales
- Rodrigo Mercado: Voz en El alma se colma
- Trevor Morais: Percusiones en El alma se colma
- José Carlos Sánchez: Órgano hammond en El alma se colma
- Chencho Ortas: Efectos naturales en No es lo mismo
- Julián Hernández: Congas en Evidencia

Grabado en El Cortijo Malaga 
Mezclado en Estudios Box Madrid 
Producido por Eugenio Muñoz 
- Datos: Q5747177